# Evangelikalismus

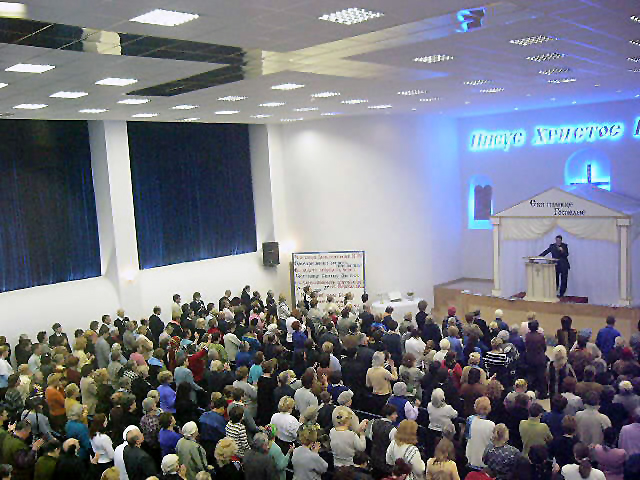
Církev Božího království v Rusku

Evangelikalismus označuje konzervativní větev protestantismu, která se vyznačuje důrazem na fakt, že Bible je pro ně jediným zdrojem víry a Božího zjevení; mimoto je pro evangelikály velmi podstatný důraz na evangelizaci, pokání a duchovní znovuzrození člověka. Evangelikalismus má silnou pozici zejména v anglicky mluvících zemích (v USA se k němu hlásí asi čtvrtina obyvatel) a obecně je ve světě na vzestupu. V České republice se k evangelikálním církvím hlásí jen asi 0,3 % obyvatel; evangelikální společenství jsou zde obvykle malá a roztříštěná, ale na druhé straně poměrně živá a rychle rostoucí. To, co se dnes označuje slovem evangelikalismus, bylo dříve v českém prostředí nazýváno probuzenectví.

## Vývoj a charakteristika
Ve své nejpřísnější podobě je evangelikalismus původně protestantským hnutím, jež klade důraz na reformační učení, že spása přichází s vírou v Ježíše Krista. Důraz je kladen na bibli, s evangeliem jako jediným základem víry. Zdůrazňují se osobní zkušenosti konverze (tzv. svědectví) a aktivní domácí i zámořská misijní činnost spíše než bohoslužby či církevní tradice. Předpokládaný fyzický návrat Krista, tvrzení o hluboké hříšnosti lidstva a následném usmíření s Bohem jsou evangelickými pravdami.
Náboženská obroda 18. a 19. století zahrnuje pietismus v Evropě, metodistickou obnovu v Británii a Velké probuzení v USA, jež obecně hlásalo, že je obnovou evangelismu, a mělo hluboký účinek na protestanty na obou stranách Atlantiku. Od počátku století se projevovalo rozštěpení mezi liberálním a fundamentalistickým křídlem, ale v 70. letech a později se stal evangelikanismus silně fundamentalistickým, biblicky (a často i politicky) konzervativním a antiekumenickým. V poslední době se však někteří neoevangelíci přiblížili k ekumenismu. Dnes kazatel Billy Graham (1918–2018), jenž pochází z tradiční americké baptistické rodiny, vede početnou americkou protestantskou skupinu. Jeho vyslanci celosvětového šíření evangelia měli značný vliv a inspirovali mnoho následovníků. Evangelické hnutí je celosvětově organizováno Světovým evangelickým společenstvím a Lausannským výborem pro světové šíření evangelia.

## Bebbingtonovo vymezení evangelikalismu
K nejrozšířenějším vymezením evangelikalismu patří vymezení britského historika Davida Bebbingtona, které uveřejnil ve studii Evangelicalism in Modern Britain (1989); evangelikalismus je charakterizován čtyřmi prvky:
1. konverzionismus (důraz na potřebu obrácení každého člověka);
2. aktivismus (vyjádření víry činy);
3. biblicismus (zvláštní vztah k Bibli, která je nejvyšší normou ve věcech víry a mravů);
4. krucicentrismus (zdůraznění významu Kristovy oběti na kříži).

## Evangelikalismus v Česku
Podle ČEA vykazovaly evangelikální církve v roce 2000 v ČR dle svých vlastních statistik 17 272 členů, v roce 2001 se k nim při sčítání lidu přihlásilo asi 31 300 (asi 0,3%) obyvatel ČR. Největší českou evangelikální církví je Církev bratrská, k níž se v roce 2001 přihlásilo 9 931 (asi 0,1%) obyvatel ČR a která zároveň byla v 90. letech podle sčítání lidu (1991 a 2001) nejrychleji rostoucí církví v ČR (přírůstek 260% věřících).

### Seznam českých evangelikálních církví
- Apoštolská církev
- Církev bratrská
- Církev Křesťanská společenství
- Evangelická církev metodistická
- Jednota bratrská
- Křesťanské sbory
- Slovo života
- evangelikalismus je dominantní také ve SCEAV a v BJB
- ICF v Praze
- Armáda spásy

### Evangelikální organizace v Česku
- Česká evangelikální aliance
- Evangelikální teologický seminář v Praze
- Křesťanská akademie mladých
- Křesťanská misijní společnost
- Univerzitní křesťanské hnutí
- Biblická jednota

## Klíčové dokumenty evangelikálního hnutí
- Lausannský závazek (1974)
- Chicagské prohlášení o neomylnosti Bible (1978)
- Chicagské prohlášení o biblické hermeneutice (1982)
- Chicagské prohlášení o biblické aplikaci (1986)
- Manifest z Manily (1989)
- Cambridgeská deklarace (1996)